# Via Nazionale

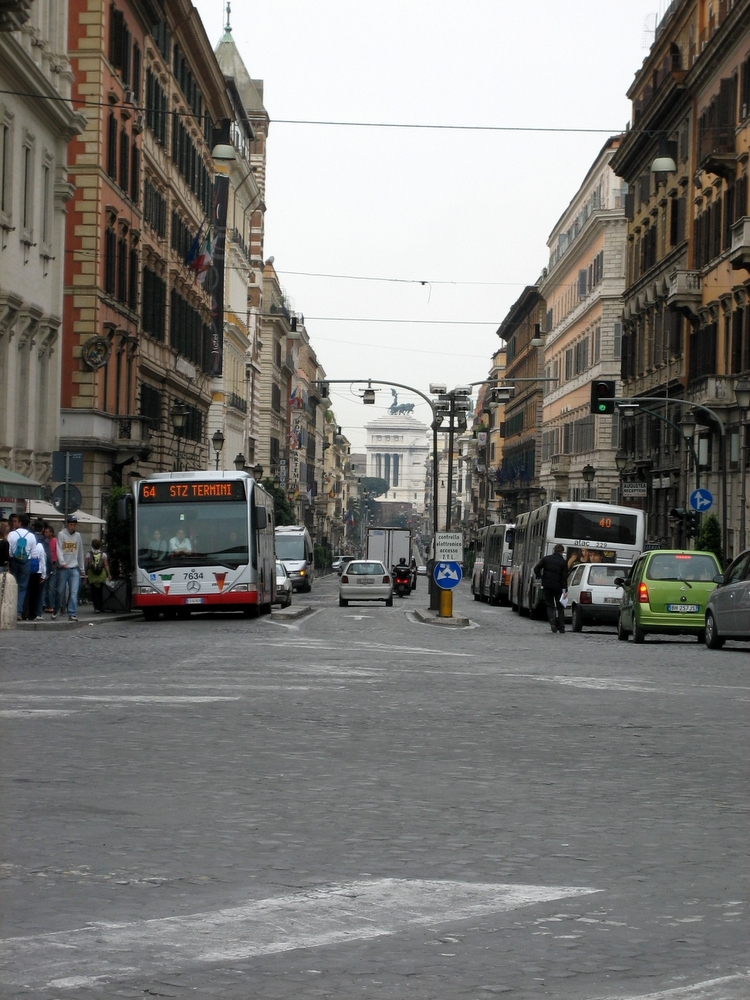
De Via Nazionale in Rome

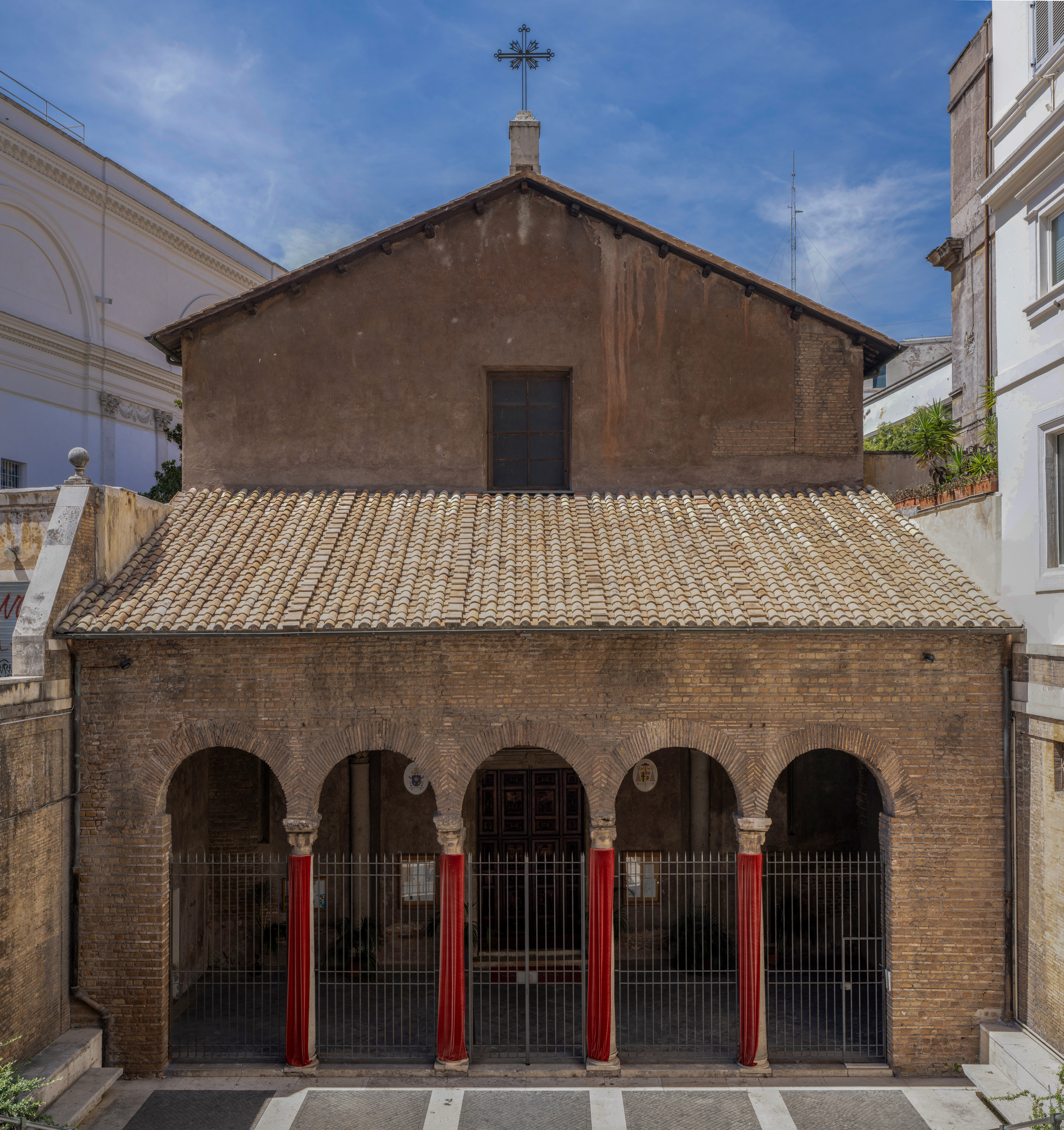
De Kerk van S. Vitale (5e eeuw na Chr.) aan de Via Nazionale

De Via Nazionale is een belangrijke doorgaande straat in het centrum  van Rome.

## Beschrijving
De Via Nazionale loopt tussen de Thermen van Diocletianus en het Forum van Trajanus. Deze straat werd in de periode 1864 en 1871 aangelegd, en vormt nu een belangrijke verkeersader tussen het Stazione Termini (het Centraal Station van Rome) en de Via del Corso, de belangrijke winkelstraat. Het tracé is vrijwel hetzelfde als dat van de antieke Vicus Longus.
De straat is het resultaat van een vooruitziende blik van de Belgische bisschop François-Xavier de Mérode, de Vaticaanse Minister van Oorlog. De Mérode kocht vanaf circa 1860 grote hoeveelheden grond aan in het gebied tussen Termini en het Quirinaal, omdat hij voorzag dat de stad Rome hier zou willen gaan bouwen. Veel van de grond in dit gebied werd vervolgens met grote winst aan speculanten verkocht. De Mérode gaf opdracht om de weg aan te leggen, die aanvankelijk zijn eigen naam zou dragen maar al spoedig na de verovering van Rome op de Paus door de troepen van de Italiaanse koning in 1870, kreeg het de naam Via Nazionale.
Langs de Via Nazionale staan vooral grote kantoorpanden, winkels en privéwoningen. Ook zijn er hier en daar nog restanten van oudere bebouwing te vinden, zoals de kerk van San Vitale die oorspronkelijk in de 5e eeuw werd gebouwd en daarom nog steeds op het meters lagere antieke grondniveau van de Vicus Longus staat. Uit recenter tijd stamt de kerk van Sint-Paulus binnen de muren (1872-1876), de oudste Anglicaanse Kerk in Rome. Het begin en einde van de Via Nazionale worden door grote Romeinse bouwwerken gemarkeerd; aan de oostzijde door de Thermen van Diocletianus (gelegen aan de Piazza della Repubblica), aan de westzijde door de Keizerlijke fora met het Forum van Trajanus.
Buslijn 64 tussen Termini en Vaticaanstad volgt o.a. de Via Nazionale. 